# The Full Monty (musical)
The Full Monty es un musical basado en la película homónima de 1997, con libreto de Terrence McNally y canciones de David Yazbek. Su trama central gira en torno a un grupo de desempleados de la industria del acero que deciden organizar un show de striptease como medida desesperada para obtener algo de dinero rápido. A diferencia del filme original, que situaba la acción en la ciudad inglesa de Sheffield, la obra está ambientada en Búfalo, Nueva York, con el fin de acercar la historia al público estadounidense.
Tras un periodo de prueba en San Diego, el espectáculo se estrenó en 2000 en el Eugene O'Neill Theatre de Broadway y desde entonces también ha podido verse en Londres y en numerosas ciudades a lo largo de todo el mundo.

## Producciones

### Broadway
Antes de su llegada a Broadway, The Full Monty debutó a modo de prueba en el Old Globe Theatre de San Diego, donde se representó con gran éxito entre el 1 de junio y el 9 de julio de 2000, protagonizado por Patrick Wilson como Jerry, John Ellison Conlee como Dave, Marcus Neville como Harold, Jason Danieley como Malcolm, André De Shields como Horse, Romain Frugé como Ethan, Lisa Datz como Pam, Annie Golden como Georgie, Emily Skinner como Vicki y Kathleen Freeman como Jeanette.
La première oficial neoyorquina tuvo lugar el 26 de octubre de 2000 en el Eugene O'Neill Theatre, con funciones previas desde el 25 de septiembre y el mismo reparto que había estrenado el espectáculo en California. El equipo creativo lo formaron Jack O'Brien en la dirección, Jerry Mitchell en la coreografía, John Arnone en el diseño de escenografía, Robert Morgan en el diseño de vestuario, Howell Binkley en el diseño de iluminación, Tom Clark en el diseño de sonido y Ted Sperling en la dirección musical. El montaje fue aplaudido por la crítica y en la 55.ª edición de los premios Tony obtuvo diez nominaciones, si bien no logró imponerse en ninguna de las categorías.
Después de 770 funciones regulares y 35 previas, la producción se despidió definitivamente el 1 de septiembre de 2002, habiendo recaudado más de 47 millones de dólares durante los dos años que permaneció en cartel.

### España
2001
La primera vez que The Full Monty pudo verse en España fue con un montaje en catalán que se representó entre el 16 de octubre de 2001 y el 3 de febrero de 2002 en el Teatre Novedades de Barcelona, suponiendo además el debut del espectáculo en Europa. Mario Gas dirigió esta versión que protagonizaron Marc Martínez como Jerry, Dani Claramunt como Dave, Xavier Mateu como Harold, Àngel Llàcer como Malcolm, Miquel Àngel Ripeu como Horse, Xavier Mestres como Ethan, Roser Batalla como Pam, Mercè Martínez como Georgie, Mone como Vicki y Carme Contreras como Jeanette. El resto del equipo artístico lo completaron Máximo Hita en la coreografía, Jon Berrondo en el diseño de escenografía, Antonio Belart en el diseño de vestuario, Quico Gutiérrez en el diseño de iluminación y Juan Manuel Galiano en el diseño de sonido. La dirección musical corrió a cargo de Manuel Gas, mientras que la adaptación al catalán llevó la firma de Roser Batalla y Roger Peña.
2021
El 27 de octubre de 2021 una nueva puesta en escena se estrenó en el Teatro Rialto de Madrid, con Samuel Gómez como Jota (Jerry), Falco Cabo como Dani (Dave), José Navar como Jorge (Harold), Gustavo Rodríguez como Mario (Malcolm), Piñaki Gómez como Potro (Horse), Carlos Salgado como Álex (Ethan), Marta Arteta como Ana (Pam), Silvia Villaú como Lucy (Georgie), Begoña Álvarez como Vicky (Vicki), Marta Malone como Gina (Jeanette) y Alberto Reinoso como Teo (Nathan). Theatre Properties y Planeta Fama Producciones fueron las artífices de este montaje que dirigió David Ottone y que como novedad principal situaba la acción en una localidad del norte de España. También formaron parte del equipo creativo Silvia Villaú en la coreografía y el diseño de vestuario, Tomás Padilla en el diseño de escenografía e iluminación, César Belda en la dirección musical y diseño de sonido, y Zenón Recalde en la adaptación al castellano.
The Full Monty dijo adiós a la cartelera madrileña el 9 de enero de 2022 y a continuación se embarcó en un tour nacional que dio comienzo el 13 de enero de 2022 en el Palacio de Festivales de Santander y finalizó el 9 de octubre de 2022 en el Teatro-Auditorio El Greco de Toledo.

### West End
En Londres levantó el telón el 12 de marzo de 2002 en el Prince of Wales Theatre del West End, protagonizado por Jarrod Emick como Jerry, John Ellison Conlee como Dave, Marcus Neville como Harold, Jason Danieley como Malcolm, André De Shields como Horse, Romain Frugé como Ethan, Julie-Alanah Brighten como Pam, Gina Murray como Georgie, Rebecca Thornhill como Vicki y Dora Bryan como Jeanette. Sin embargo, a pesar de ser una réplica exacta de la producción neoyorquina y de contar con algunos de sus intérpretes originales, la versión británica de The Full Monty no logró igualar el éxito de su predecesora y apenas se mantuvo nueve meses en cartel, siendo su última función el 23 de noviembre de 2002.

### Otras producciones
The Full Monty se ha representado en países como Alemania, Australia, Canadá, Corea del Sur, Dinamarca, España, Estados Unidos, Filipinas, Finlandia, Francia, Grecia, Islandia, Israel, Italia, Japón, México, Países Bajos, Reino Unido, República Checa, Singapur, Sudáfrica o Suecia, y ha sido traducido a multitud de idiomas.
En Norteamérica ha salido a la carretera en dos ocasiones. La primera gira, aunque se la suele considerar como tal, en realidad solo realizó dos paradas, una en el Elgin Theatre de Toronto entre el 22 de mayo y el 5 de agosto de 2001, y otra en el Shubert Theatre de Chicago entre el 6 de septiembre y el 27 de octubre de 2001. La segunda producción itinerante dio comienzo el 16 de abril de 2002 en el Ahmanson Theatre de Los Ángeles y visitó 46 ciudades en Estados Unidos y Canadá, finalizando el 14 de diciembre de 2003 en el Proctor's Theatre de Schenectady.
Entre el 20 de marzo y el 7 de julio de 2002, una puesta en escena producida por OCESA pudo verse en el Centro Cultural de Ciudad de México, con Erik Rubín y Juan Manuel Bernal alternándose el papel de Jerry.
Siete años después de su debut en Londres, The Full Monty regresó a la capital inglesa para representarse entre el 3 de diciembre de 2009 y el 2 de enero de 2010 en el New Players Theatre, una sala del Off West End dedicada a montajes de pequeño formato.

## Números musicales
| Acto I - «Scrap» - «It's a Woman's World» - «Man» - «Big-Ass Rock» - «Life with Harold» - «Big Black Man» - «You Rule My World» - «Michael Jordan's Ball» | Acto II - «Jeanette's Showbiz Number» - «Breeze Off the River» - «The Goods» - «You Walk with Me» - «You Rule My World (Reprise)» - «Let It Go» |

## Repartos originales
| Personaje               | Broadway (2000)                    | Gira en Norteamérica (2001) | West End (2002)       | Gira en Norteamérica (2002) |
| Jerry Lukowski          | Patrick Wilson                     | Rod Weber                   | Jarrod Emick          | Christian Anderson          |
| Dave Bukatinsky         | John Ellison Conlee                | Daniel Stewart Sherman      | John Ellison Conlee   | Michael J. Todaro           |
| Harold Nichols          | Marcus Neville                     | Steven Skybell              | Marcus Neville        | Robert Westenberg           |
| Malcolm MacGregor       | Jason Danieley                     | Danny Gurwin                | Jason Danieley        | Geoffrey Nauffts            |
| Noah "Horse" T. Simmons | André De Shields                   | Larry Marshall              | André De Shields      | Cleavant Derricks           |
| Ethan Girard            | Romain Frugé                       | Chris Diamantopoulos        | Romain Frugé          | Christopher J. Hanke        |
| Pam Lukowski            | Lisa Datz                          | Carol Linnea Johnson        | Julie-Alanah Brighten | Whitney Allen               |
| Georgie Bukatinsky      | Annie Golden                       | Susann Fletcher             | Gina Murray           | Jennifer Naimo              |
| Vicki Nichols           | Emily Skinner                      | Andréa Burns                | Rebecca Thornhill     | Heidi Blickenstaff          |
| Jeanette Burmeister     | Kathleen Freeman                   | Kaye Ballard                | Dora Bryan            | Carol Woods                 |
| Nathan Lukowski         | Nicholas Cutro Thomas Michael Fiss | Bret Fox Brett Murray       | Joseph Tremain        | Bret Fox Brett Murray       |

### España
| Personaje               | Barcelona (2001)                | Madrid (2021)     |
| Jerry Lukowski          | Marc Martínez                   | Samuel Gómez      |
| Dave Bukatinsky         | Dani Claramunt                  | Falco Cabo        |
| Harold Nichols          | Xavier Mateu                    | José Navar        |
| Malcolm MacGregor       | Àngel Llàcer                    | Gustavo Rodríguez |
| Noah "Horse" T. Simmons | Miquel Àngel Ripeu              | Piñaki Gómez      |
| Ethan Girard            | Xavier Mestres                  | Carlos Salgado    |
| Pam Lukowski            | Roser Batalla                   | Marta Arteta      |
| Georgie Bukatinsky      | Mercè Martínez                  | Silvia Villaú *   |
| Vicki Nichols           | Mone                            | Begoña Álvarez    |
| Jeanette Burmeister     | Carme Contreras                 | Marta Malone      |
| Nathan Lukowski         | Nao Albet Roc Molina Aleix Peña | Alberto Reinoso   |

* Chus Herranz interpretó a Georgie Bukatinsky durante las funciones previas al estreno en Madrid.
Reemplazos destacados en la producción de 2001
- Malcolm MacGregor: Jordi Vidal

Reemplazos destacados en la producción de 2021
- Dave Bukatinsky: Antonio Mañas
- Harold Nichols: Antonio Villa
- Malcolm MacGregor: Carlos J. Benito
- Ethan Girard: Daniel Busquier
- Pam Lukowski: Laura Muriel
- Georgie Bukatinsky: Noelia Pardo
- Vicki Nichols: Marian Casademunt

## Grabaciones
Hasta la fecha únicamente se han editado los álbumes interpretados por los elencos de Broadway (2000), Barcelona (2001) y Atenas (2002).

## Premios y nominaciones

### Producción original de Broadway
| Año  | Premio              | Categoría                             | Nominado            | Resultado |
| ---- | ------------------- | ------------------------------------- | ------------------- | --------- |
| 2001 | Tony Award          | Mejor musical                         | Mejor musical       | Nominado  |
| 2001 | Tony Award          | Mejor libreto de un musical           | Terrence McNally    | Nominado  |
| 2001 | Tony Award          | Mejor música original                 | David Yazbek        | Nominado  |
| 2001 | Tony Award          | Mejor actor principal en un musical   | Patrick Wilson      | Nominado  |
| 2001 | Tony Award          | Mejor actor de reparto en un musical  | John Ellison Conlee | Nominado  |
| 2001 | Tony Award          | Mejor actor de reparto en un musical  | André De Shields    | Nominado  |
| 2001 | Tony Award          | Mejor actriz de reparto en un musical | Kathleen Freeman    | Nominada  |
| 2001 | Tony Award          | Mejor dirección en un musical         | Jack O'Brien        | Nominado  |
| 2001 | Tony Award          | Mejor coreografía                     | Jerry Mitchell      | Nominado  |
| 2001 | Tony Award          | Mejores orquestaciones                | Harold Wheeler      | Nominado  |
| 2001 | Drama Desk Award    | Mejor musical                         | Mejor musical       | Nominado  |
| 2001 | Drama Desk Award    | Mejor libreto de un musical           | Terrence McNally    | Nominado  |
| 2001 | Drama Desk Award    | Mejor actor en un musical             | Patrick Wilson      | Nominado  |
| 2001 | Drama Desk Award    | Mejor actor de reparto en un musical  | John Ellison Conlee | Nominado  |
| 2001 | Drama Desk Award    | Mejor actor de reparto en un musical  | André De Shields    | Nominado  |
| 2001 | Drama Desk Award    | Mejor actriz de reparto en un musical | Kathleen Freeman    | Nominada  |
| 2001 | Drama Desk Award    | Mejor dirección en un musical         | Jack O'Brien        | Nominado  |
| 2001 | Drama Desk Award    | Mejor coreografía                     | Jerry Mitchell      | Nominado  |
| 2001 | Drama Desk Award    | Mejores orquestaciones                | Harold Wheeler      | Nominado  |
| 2001 | Drama Desk Award    | Mejores letras                        | David Yazbek        | Nominado  |
| 2001 | Drama Desk Award    | Mejor música                          | David Yazbek        | Ganador   |
| 2001 | Drama Desk Award    | Mejor diseño de iluminación           | Howell Binkley      | Nominado  |
| 2001 | Theatre World Award | Theatre World Award                   | Kathleen Freeman    | Ganadora  |

### Producción original de Barcelona
| Año  | Premio     | Categoría              | Nominado     | Resultado |
| ---- | ---------- | ---------------------- | ------------ | --------- |
| 2002 | Premio Max | Mejor actor de reparto | Àngel Llàcer | Nominado  |